# 大皮特河
大皮特河是俄羅斯的河流，屬於葉尼塞河的右支流，由克拉斯諾亞爾斯克邊疆區負責管轄，河道全長415公里，流域面積21,700平方公里，河水主要來自融雪，每年十一月至翌年五月結冰。